# Tung-Yen Lin
Tung-Yen Lin (林同炎, pinyin: Lín Tóngyán) (Fuzhou, 14 de novembro de 1912 — El Cerrito, 15 de novembro de 2003) foi um engenheiro chinês e professor de engenheria civil da Universidade da Califórnia em Berkeley.